# Bougaribaya
Bougaribaya est une localité et une commune rurale malienne de l'arrondissement de Kokofata dans Cercle de Sagabari et la région de Kita.

## Villages
La commune s'étend sur 7 localités relevées lors du recensement général de 2009. 
Les villages les plus peuplés sont :
- Bougaribaya (2 841 habitants) ;
- Bagnagafata (1 929 habitants) ;
- Béhon (1 628 habitants).

## Enseignement
Les écoles, centres d'éducation pour le développement, les centres d’alphabétisation, centres d'apprentissage féminins, jardins et garderies d’enfants de la commune de Bougaribaya relèvent du centre d'animation pédagogique de Sagabari et de l'académie d'enseignement de Kita.